# Tetsuzan Nagata
Tetsuzan Nagata (永田鉄山?, Nagata Tetsuzan; Suwa, 14 gennaio 1884 – Tokyo, 12 agosto 1935) è stato un generale giapponese, considerato un alto esponente della fazione politica moderata denominata Tōseiha in seno all'Esercito imperiale. Secondo la testimonianza del tenente generale Ryūji Kajitsuka, capo del dipartimento medico dell'armata del Kwantung, fu il  "più attivo sostenitore" del programma di conduzione della guerra batteriologica proposta da Shirō Ishii.

## Biografia

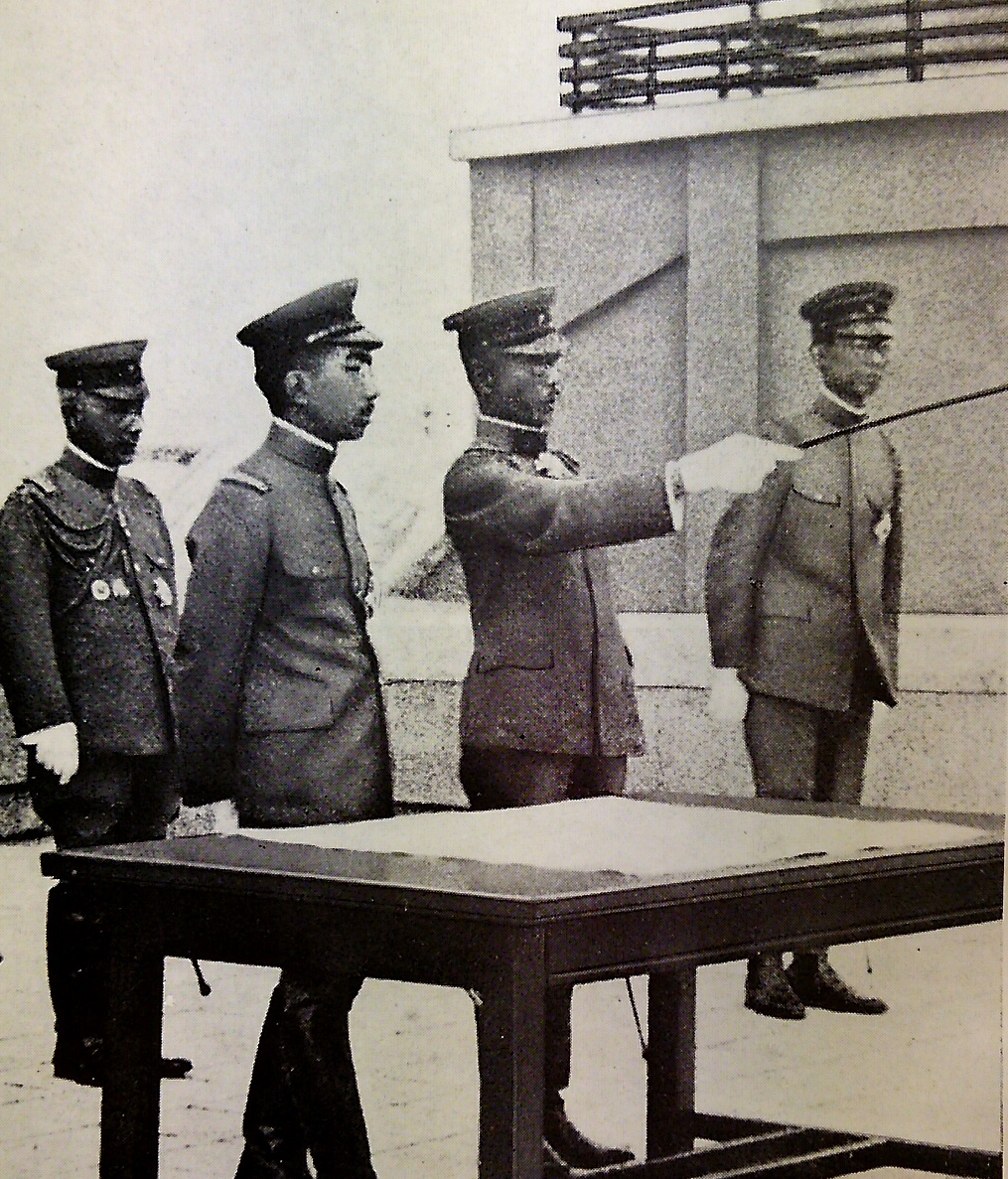
L'imperatore Hirohito, il principe Chichibu, il generale Takeji Nara, e il colonnello Tetsuzan Nagata in una foto del 1929.

Nacque a Suwa, nella prefettura di Nagano, il 14 gennaio 1884. Frequentò l'Accademia militare imperiale dell'Esercito di Ichigaya, uscendone come primo della sua classe nell'ottobre 1904. Nel novembre del 1911 iniziò a frequentare la Scuola di guerra dell'esercito a Minato, e al termine dei corsi, divenne Addetto militare. Prima, durante e dopo il corso della prima guerra mondiale ricoprì questo incarico presso svariate ambasciate giapponesi in Europa, e in particolare quelle di Danimarca, Svezia, Svizzera e Germania. Ritornato in Giappone nel febbraio 1923, il 6 agosto dello stesso anno fu promosso tenente colonnello, assegnato allo Stato maggiore dell'Esercito imperiale, dove prestò servizio come direttore di vari dipartimenti. Promosso colonnello il 5 marzo 1927, tra il 1º ottobre e l'8 marzo 1928 fu responsabile della pianificazione della strategia nazionale di mobilitazione generale come Capo della sezione mobilitazione e dell'Ufficio per la mobilitazione economica, presso il Ministero della guerra. Suo compito era di mettere in opera, durante i periodi di emergenza nazionale, sia l'economia militare sia quella civile sul concetto di guerra totale. Le sue idee gli valsero la violenta animosità della fazione radicale Kōdōha all'interno dell'esercito, che lo accusò di collusione con gli zaibatsu.
Tra l'8 marzo 1928 e il 1º agosto 1930 fu comandante del 3º Reggimento fanteria. All'interno dell'esercito era considerato un membro di spicco della fazione politica moderata denominata Tōseiha e un esperto sulla Germania. Tra il 1º agosto 1930 e l'11 aprile 1932 ricoprì l'incarico di Capo del Dipartimento degli Affari Militari presso il Ministero della guerra, mentre dall'11 aprile 1932 al 1º agosto 1933 fu Capo della 2ª sezione presso lo Stato maggiore dell'Esercito imperiale. Divenuto maggiore generale l'11 agosto 1932, tra il 1º agosto 1933 e il 5 marzo 1934 fu comandante della 1ª Brigata di fanteria. Tra il 5 marzo 1934 e l'agosto 1935 ricoprì contemporaneamente gli incarichi di Capo dell'ufficio del servizio militare presso il Ministero della guerra e Primo segretario del Consiglio supremo di guerra. Fu assassinato con una spada il 12 agosto 1935, durante il cosiddetto incidente di Aizawa, dal tenente colonnello Saburō Aizawa, accusato presumibilmente di avere messo l'esercito "nelle mani dell'alta finanza". Promosso postumo al rango di luogotenente generale, il suo assassino fu fucilato da un plotone di esecuzione il 3 luglio 1936.
Secondo la testimonianza del tenente generale Ryūji Kajitsuka, capo del dipartimento medico dell'armata del Kwantung, resa durante i processi per crimini di guerra tenutisi a Chabarovsk verso la fine del 1949, negli anni trenta del XX secolo, il generale Nagata fu il "più attivo sostenitore" del programma di conduzione della guerra batteriologica proposta da Shirō Ishii. Kajitsuka testimoniò che Ishii aveva mantenuto un busto del generale Nagata nei suoi uffici presso il Quartier generale dell'Unità 731 nel distretto di Pingfan, nel nord-est della città cinese di Harbin, perché era "molto grato" a Nagata per il suo sostegno. Il generale Kajitsuka identificò Nagata come Capo del Dipartimento degli Affari Militari del Ministero della Guerra.

### Annotazioni
1. ↑  Allora Harbin faceva parte dello stato fantoccio del Manciukuò.

### Fonti
1. 1 2 3 4 5 6 7 8 9  Generals.
2. 1 2 3  Hoyt 2001, p. 119.
3. ↑  Byas 2018, p. 135.
4. ↑  Byas 2018, p. 136.
5. ↑  Hoyt 2001, p. 120.
6. ↑  Byas 2018, p. 157.
7. ↑  Byas 2018, p. 138.
8. ↑  Yamada 1950, p. 295.